# Olympos (Lesbos)
Der Olymp von Lesbos (griechisch Όλυμπος Λέσβου (m. sg.)) ist ein Berg im Süden von Lesbos mit einer maximalen Höhe von 967 m über dem Meer. Der Hauptgipfel Profitis Ilias (Προφήτης Ηλίας) ist umgeben von weiteren, niedrigeren Gipfeln wie dem Skotino (όρος Σκοτεινό - Dunkelheit, 914 m), Psilokoundouno (Ψηλοκούδουνο), Soroko (Σορόκο) und anderen. Er bildet ein ausgedehntes Bergmassiv zwischen Geras (Δήμος Γέρας) im Osten und der Ebene von Polichnitos (Πολιχνίτος) im Westen, sowie dem Gebiet um den Fluss Evergetoulas im Norden bis zur Küste von Plomari (Πλωμάρι) im Süden.

## Natur
Der Olympos ist ein Kalksteinmassiv und über und über bewaldet mit Kalabrischer Kiefer, Kastanien und einem kleineren Bestand von Schwarzkiefern westlich des Skoteino-Gipfels sowie Macchie-Vegetation. Darüber hinaus wachsen Platanen, Walnüsse und Pappeln in den Schluchten, wo sich auch große Tannen halten. Im Gebiet von Sanatorio (Σανατόριο) und in den Gebieten, wo Oliven angebaut werden (bis 450 m) mischen sich auch Obstbäume wie Kirsche, Apfel, Birne und Pfirsich unter die Baumbestände.
Die Tierwelt des Gebirges ist vergleichbar mit derjenigen von anderen Inseln der Ägäis, zusätzlich wurde das Wildschwein eingeführt und es gibt Hirsche, die in den 90er Jahren ausgewildert wurden. Der Berg ist der Mittelpunkt des als Oros Olympos Lesvou (Όρος Όλυμπος Λέσβου) ausgewiesenen Natur- und Vogelschutzgebiet Natura 2000 mit der European Environment Agency-ID-Nummer GR4110011.
Die wichtigsten Bäche, die im Olympos entspringen sind der Evergetoulas (Ευεργέτουλας), der der Bucht von Geras zuströmt, der Vouvaris (Βούβαρης) (zur Bucht von Kallonis (Κόλπος Καλλονής)) und der Gebirgsfluss Sedountas (Σεδούντας), der sich in die Ägäis ergießt, nachdem er den Ort Plomari durchfließt.

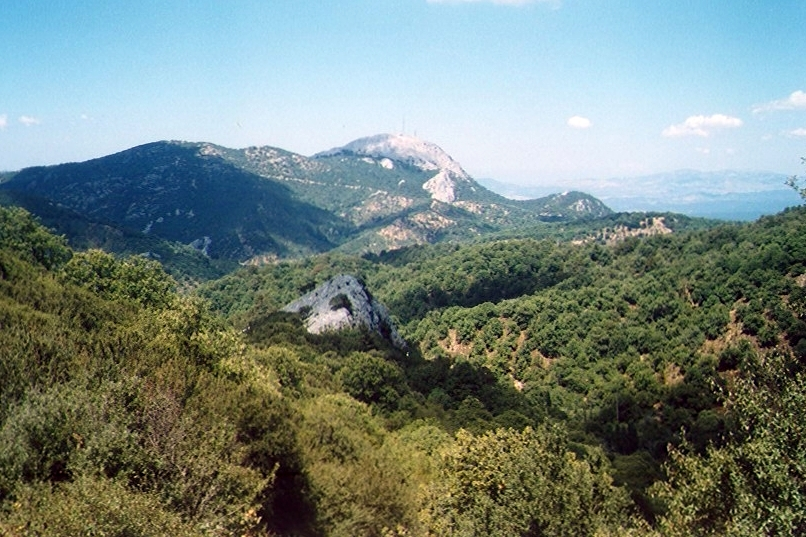
Der Olympos von Süden her gesehen.

## Besiedlung
in dem Gebirge gibt es zahlreiche Siedlungen, die im östlichen Teil zur Kleinstadt Agiasos (Αγιάσος) und dem Ort Asomatos (Ασώματος Λέσβου) gehören und im westlichen Teil zum Ort Ampeliko (Αμπελικό), zur Gemeinde Plomari. Im Süden befinden sich die Ortschaften Megalochori (Μεγαλοχώρι) und Palaiochori (Παλαιοχώρι), im Südwesten Neochori (Νεοχώρι) und Arkasi (Ακράσι), die alle zur Gemeinde Plomari gehören.
In den östlichen Randbezirken des Gebirges befinden sich die Ortschaften Skopelos (Σκόπελος Λέσβου) und Mesagros (Μεσαγρός Λέσβου) (zur Gemeinde Geras).